# Rasheed Dwyer
Rasheed Dwyer, född 29 januari 1989, är en jamaicansk friidrottare som tävlar i kortdistanslöpning. Dwyer ingick i det jamaicanska lag som tog VM-guld 2015 på 4 x 100 meter. Han deltog dock endast i försöksheatet och ersattes av Usain Bolt inför finalen.